# Guenrikh Sidorenkov
Temple de la renommée russe : 2004
Guenrikh Ivanovitch Sidorenkov (en russe : Генрих Иванович Сидоренков), né le 11 août 1931 à Bedtsvenka, dans l'oblast de Smolensk, en Union soviétique, et mort le 5 janvier 1990 à Moscou, est un joueur de hockey sur glace soviétique.

## Carrière de joueur
En 1948, il commence sa carrière dans le championnat d'URSS avec les Krylia Sovetov. En 1951, il rejoint le CSKA Moscou. L'équipe remporte le titre national à huit reprises. Il a porté également deux saisons le maillot du SKA Leningrad. Il met un terme à sa carrière en 1966. Il termine avec un bilan de 310 matchs et 42 buts en élite.

## Carrière internationale
Il a représenté l'URSS à 107 reprises sur une période de neuf saisons entre 1954 à 1962. Il marquera 15 buts. Il a remporté l'or aux Jeux olympiques de 1956 et le bronze en 1960. Il a participé à sept éditions des championnats du monde pour un bilan de deux médailles d'or, trois d'argent et deux de bronze.

## Trophées et honneurs personnels
URSS
- 1959, 1960 et 1961 : élu dans l'équipe d'étoiles.

## Statistiques
Pour les significations des abréviations, voir Statistiques du hockey sur glace.

### En équipe nationale
| Année | Équipe | Compétition |   | PJ | B | A | Pts | Pun                |  | Résultat |
| 1954  | URSS   | CM          | 3 | 0  |   | 0 |     | Médaille d'or      |  |          |
| 1956  | URSS   | CM & JO     | 6 | 1  |   | 1 |     | Médaille d'or      |  |          |
| 1957  | URSS   | CM          | 7 | 2  |   | 2 |     | Médaille d'argent  |  |          |
| 1958  | URSS   | CM          | 6 | 1  | 2 | 3 | 0   | Médaille d'argent  |  |          |
| 1959  | URSS   | CM          | 7 | 0  |   | 0 |     | Médaille d'argent  |  |          |
| 1960  | URSS   | CM & JO     | 7 | 1  | 2 | 3 | 8   | Médaille de bronze |  |          |
| 1961  | URSS   | CM          | 7 | 3  | 4 | 7 | 2   | Médaille de bronze |  |          |